# 야말-유럽 파이프라인
야말-유럽 천연가스 파이프라인은 4,107-킬로미터-long (2,552 mi) 길이의 파이프라인으로, 야말반도와 서시베리아의 러시아 천연가스전을 벨라루스를 거쳐 폴란드 및 독일과 연결한다. 폴란드 구간은 2022년에 운영을 중단했다.
가스프롬의 개발 프로젝트 명명법에 따르면, 이 파이프라인은 네 개의 구간으로 구성된다.
보바넨코보-우흐타 (1,200 km or 750 mi),
우흐타-토르조크 (970 km or 600 mi),
토르조크에서 서쪽으로 이어지는 구간 역시 혼란스럽게도 야말-유럽 (1,660 km or 1,030 mi)이라 불리며, 부분적으로 병행하는 SRTO-토르조크 지선 (2,200 km or 1,400 mi)이 있다.

## 역사
야말-유럽 파이프라인의 계획은 1992년에 시작되었다. 1993년에는 러시아, 벨라루스, 폴란드 간의 정부 간 조약이 체결되었다. 1994년, 빙가스(Wingas)는 파이프라인의 폴란드 구간 건설을 시작했다. 벨라루스-폴란드 회랑을 통한 첫 가스 공급은 1997년에 독일로 이루어졌다. 벨라루스 및 폴란드 구간은 1999년 9월에 완료되었다.
보바넨코보-우흐타 구간 건설은 2008년 12월, 보바넨코보 가스전에서 첫 생산정 시추가 시작될 무렵에 시작되었다. 파이프라인은 모든 압축기 스테이션이 완공된 후 2006년에 연간 약 33십억 cubic metres per annum (1.2조 cubic feet per annum)의 천연가스 정격 용량에 도달했다. 파이프라인 건설 총 비용은 360억 달러로 추정된다.

### 폴란드 가스 가격 재검토
2012년에는 폴란드 국영 석유 및 가스 회사인 PGNiG에 대한 가스 가격을 10% 인하하기로 합의했다.
2020년, 스톡홀름 중재 재판소는 유가 및 가스 가격 지수와 연동된 PGNiG의 가스프롬과의 장기 계약 가스 가격이 서유럽 가스 시장 가격과 유사하게 변경되어야 하며, PGNiG가 계약에 따라 가격 재검토를 요청한 2014년 11월 1일로 소급 적용되어야 한다고 판결했다. 가스프롬은 PGNiG에 약 15억 달러를 환불해야 했다. 1996년 계약은 2022년 만료될 때까지 최대 10.2십억 cubic metres per annum (360십억 cubic feet per annum)의 가스를 공급하며, 최소 공급량은 8.7십억 cubic metres per annum (310십억 cubic feet per annum)이다.
2021년 전 세계 에너지 위기 동안, PGNiG는 2021년 10월 28일에 추가 가격 재검토를 요청했다. PGNiG는 최근 천연가스 가격의 이례적인 상승이 "야말 계약에 따라 가스를 구매하는 가격 조건을 재협상할 근거를 제공한다"고 밝혔다.

### 폴란드 파이프라인 구간
2019년, 폴란드의 러시아로부터의 에너지 독립 계획의 일환으로 PGNiG의 피오트르 보즈니아크 사장은 "회사의 전략은 동방 공급업체, 특히 가스프롬을 잊는 것"이라고 밝혔다. PGNiG는 주로 카타르, 미국, 노르웨이에서 수입하는 액화천연가스(LNG) 공급으로 전환하고, 가능하다면 노르웨이로 연결되는 파이프라인을 통해 공급원을 다각화하여 야말 파이프라인을 통한 공급의 중요성을 크게 줄일 계획이다.
2020년 5월 18일까지 서유럽으로 이어지는 파이프라인의 폴란드 구간을 통한 수송은 가스프롬과의 장기 운송 계약으로 가능했다. 2020년부터 2021년까지 EU 용량 할당 메커니즘 NC 규정 2017/459에 따라 운송은 연간, 분기별, 월별, 일일 및 당일 단위로 모든 당사자에게 제공되었다. 2021년 7월, 가스프롬은 연간 계약을 체결하지 않기로 결정하여, 가스프롬이 더 이상 일년 내내 파이프라인을 유럽으로 가스를 운송하는 경로로 사용할 계획이 없다는 우려를 낳았다.
이 파이프라인은 러시아의 우크라이나 침공 및 광범위한 국제 제재 이후 러시아와의 지불 분쟁으로 인해 2022년 폴란드 정부에 의해 폐쇄되었다. 파이프라인의 주식은 동결되어 러시아가 거래할 수 없었다. 2023년 폴란드는 가스프롬의 48% 지분을 인수했다.

### 중단
2022년 4월 이전 18년 동안 폴란드에 대한 가스 공급은 최소 7차례의 완전 중단 또는 제한을 겪었다. 사고 유형에 따라 이러한 중단은 며칠에서 반년까지 지속되었다.
2021년 11월 6일, 로이터 통신은 폴란드 구간을 통한 가스 공급이 중단되거나 흐름이 역전되었다고 보도했다. PGNiG에 따르면 폴란드는 국내 수요와 가스 가격에 따라 동쪽과 서쪽 모두에서 가스를 공급받았기 때문에 그들의 관점에서는 모든 것이 정상이었다. 러시아는 정치적 목적으로 유럽으로의 가스 흐름을 의도적으로 줄였다는 비난을 받았지만, 일반적으로 높은 러시아 국내 수요가 이러한 상황을 초래했다. 2021년 11월 9일, 서쪽으로 독일로의 흐름이 재개되었고, 모스크바 크렘린은 유럽으로의 천연가스 공급을 늘리겠다고 다시 약속했다.
2022년 4월 26일, PGNiG의 보도실은 "가스프롬이 가스 공급에 대한 지불 규칙 변경과 관련하여 러시아 연방의 법적 변경 사항에 대한 서한을 PGNiG에 공식적으로 신청했다"고 밝혔다.
노르웨이와 폴란드를 잇는 발트해 송유관은 야말 파이프라인을 통해 러시아에서 들어오는 폴란드 가스 수입량의 약 60%를 대체할 수 있는 용량을 가질 것이며, 2022년 말까지 가동될 것으로 예상된다.2019년 말, PGNiG 경영진은 2022년 말에 만료될 예정인 야말 계약을 연장하지 않기로 결정했다.
2022년 4월 26일, 가스프롬은 [[2022년 러시아-유럽 연합 가스 분쟁|야말-유럽 파이프라인을 통한 폴란드 및 불가리아로의 천연가스 공급을 중단]]하겠다고 발표했다. 두 국가 모두 가스 대금을 러시아 루블로 지불하라는 러시아의 요구를 거부했는데, 이는 계약 위반으로 간주될 수 있는 요구였다. 폴란드는 천연가스 저장 시설이 약 75% 가득 차 있어(40~180일 공급 보장), 그해 5월에 폴란드-리투아니아 가스 파이프라인이 가동되고 10월에 폴란드와 노르웨이 간의 발틱 파이프라인이 가동될 예정이어서 공급 중단은 없을 것으로 예상했다. 폴란드는 또한 시비노우이시체 LNG 터미널을 통해 가스를 수입할 수 있다. 2022년 9월 29일 기준 기준, 독일에서 폴란드로 이어지는 야말-유럽 파이프라인을 통한 가스 동쪽 흐름은 안정적이다.

## 경로
토르조크 가스 허브 서쪽 구간은 러시아에서 약 402 킬로미터 (250 mi), 벨라루스에서 575 킬로미터 (357 mi), 폴란드에서 683 킬로미터 (424 mi)이다. 이 구간은 보바넨코보-우흐타, 우흐타-토르조크 및 SRTO-토르조크 구간에서 북동쪽으로 공급되며, 이들 모두 야말-유럽 파이프라인의 일부로 간주된다. 독일 가스 시스템은 JAGAL 파이프라인을 통해 야말-유럽 파이프라인과 연결된다.
보바넨코보-우흐타 구간에는 남부 카라해의 바이달라츠카야만 아래를 통과하는 72 킬로미터 (45 mi) 길이의 해저 파이프라인이 포함되었다.
파이프라인의 서부 구간은 원래 야말 프로젝트가 아닌 튜멘주의 나딤 푸르 타즈 지구에서 서서히 고갈되는 가스전에서 공급받았다.
SRTO-토르조크 지선은 개발 중인 우렌고이스코예 가스전 단지 내 우렌고이 가스전 근처의 노비우렌고이에서 시작된다.
2020년 현재, 야말 가스전은 러시아 가스의 20% 이상을 생산했으며, 2021년 기준 2030년까지 40%로 증가할 것으로 예상되었다.

## 기술적 특징
파이프라인의 용량은 연간 33십억 세제곱미터 (1.2조 세제곱피트)의 천연가스이다. 파이프라인의 직경은 1,420 밀리미터 (56 in)이다. 파이프라인의 압력은 14개의 압축기 스테이션에서 제공된다.

## 소유권
파이프라인의 러시아 구간은 가스프롬이 소유하고 운영한다. 벨라루스 구간은 가스프롬이 소유하고 가스프롬 트랜스가스 벨라루가 운영한다. 폴란드 구간은 폴란드 PGNiG와 러시아 가스프롬의 합작 회사인 EuRoPol Gaz S.A.가 소유하고 운영하며, 초기에는 폴란드 가스 트레이딩 S.A.가 4%의 지분을 보유했다. 2009년에는 이 소액 지분을 매각하여 양사가 50%씩 지분을 갖기로 합의했다.
2022년, EuRoPol Gaz S.A.의 가스프롬 지분은 제재로 인해 동결된 후 관리에 들어갔고, 2023년 10월에는 그 지분이 폴란드 석유 회사 올렌(Orlen)으로 이전되어, 올렌이 파이프의 폴란드 구간을 100% 소유하게 되었다. 폴란드는 야말 파이프라인의 684km 폴란드 구간에 대한 보상액을 7억 8,700만 즐로티(1억 8,300만 달러)로 책정했다.

## 두 번째 파이프라인
2005년에는 벨라루스를 통한 두 번째 파이프라인 건설 계획이 있었다. 2007년 11월 1일, 러시아 산업 에너지 장관 빅토르 흐리스텐코는 노르트스트림 1 파이프라인 건설이 더 선호되었기 때문에 이러한 계획이 폐기되었다고 밝혔다.

## 같이 보기
- 드루즈바 파이프라인 - 벨라루스와 폴란드를 통과하는 석유 파이프라인
- 천연가스 파이프라인 목록
- 유럽 에너지 부문의 러시아
- 우렌고이-포마리-우즈호로드 파이프라인 - 야말-유럽 파이프라인 남쪽의 1980년대 가스 파이프라인